# Kriegerdenkmal (Eilendorf)

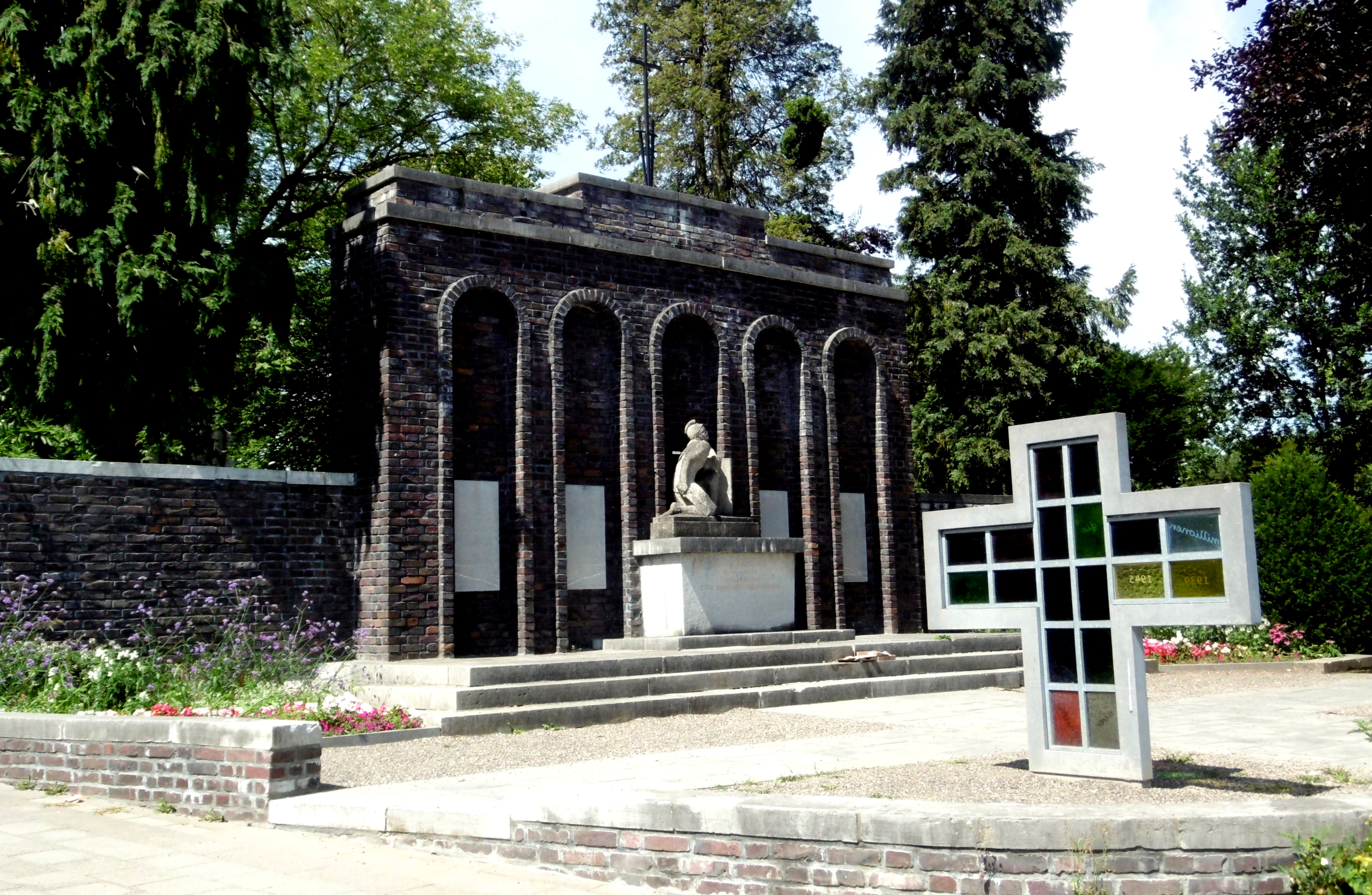
Gesamtanlage

Das Kriegerdenkmal Eilendorf an der Marienstraße im Aachener Stadtteil Eilendorf ist eine im Jahr 1927 nach Plänen des Bildhauers Fritz Neumann errichtete Gedächtnisstätte für die im Ersten Weltkrieg gefallenen Bürger des Ortes.

## Geschichte
Im Ersten Weltkrieg kamen mindestens 377 Eilendorfer ums Leben. Daher entstanden 1921 erstmals Pläne für ein Kriegerdenkmal. Drei Jahre später wurde Bernhard Halbreiter mit der Planung beauftragt, dessen Entwurf aber wegen der schlechten Finanzlage nicht ausgeführt werden konnte. Danach wurde unter der Leitung des Lehrers Adam Geulen ein Ausschuss gegründet, der die Vorbereitungsarbeiten übernahm. Dieser trat am 25. April 1927 an den Aachener Dombaumeister und Architekten Joseph Buchkremer mit der Bitte heran, eine Ausarbeitung der eingereichten Vorschläge zu übernehmen.
Den Entwurf zur Gestaltung des Denkmals lieferte Fritz Neumann und als Standort war zunächst ein Platz an der St.-Apollonia-Kapelle vorgesehen. Man entschied sich jedoch für die Abschlusswand am alten Friedhof an der Pfarrkirche St. Severin, da dies mit der etwas höher gelegenen Kirche ein imposantes Abschlussbild ergeben würde. Die Genehmigung zum Bau, dessen Kosten sich auf rund 12.500 Reichsmark beliefen, wurde dann am 26. August 1927 erteilt, und der Maurermeister Nikolaus Dedisch, dessen vier Brüder unter den Gefallenen zu finden sind, erhielt den Auftrag für die Ausführung der Maurerarbeiten. Schließlich konnte am Totensonntag, den 20. November 1927, das Denkmal eingeweiht werden.
In der Nacht vom 10. zum 11. April 1934 wurde der Kopf der Skulptur mit einem schweren Stein losgeschlagen, der nur dank einer speziellen Einrichtung nicht herunterfallen konnte. Sechs Täter konnten ermittelt werden, von denen einer am 2. Juni 1934 vom Aachener Schöffengericht zu einer Gefängnisstrafe von einem Monat verurteilt wurde. Die anderen fünf kamen straffrei davon, weil sie Mitglied einer NS-Parteiformation waren. Den Machthabern des „Dritten Reichs“ bot die von ihnen gehegte Vorstellung der Dolchstoßlegende Grund genug, das Denkmal in seiner Form nicht zu beanstanden. Allerdings gab die katholische Umsetzung in Form eines römischen – und eben nicht deutschen – Soldaten Anlass zur Kritik.
Nur wenige Tage später, in der Nacht vom 17. zum 18. April 1934, wurde das Denkmal erneut beschädigt und mit Teermasse übergossen, aber die Täter konnten nie ermittelt werden. Erst 1938 wurde daraufhin vom damaligen amtierenden Bürgermeister der Entschluss bekannt gegeben, im folgenden Jahr ein neues Denkmal erstellen zu lassen, wozu es aber nie gekommen ist. Somit ist das zwischenzeitlich restaurierte Denkmal bis heute in seiner ursprünglichen Form erhalten geblieben und alljährlich können hier die Eilendorfer Ortsvereine die Toten mit einer Kranzniederlegung ehren.
Bei Sanierungsarbeiten im Jahr 2015 wurde ein Kaminschacht entdeckt. Dieser ist 30 cm × 30 cm groß und endet oben neben dem Kreuz auf der Denkmalspitze. Der Kaminschacht ist im unteren Bereich zur Denkmalmitte verschwenkt. Vermutungen nach sollte dieser Kamin den Rauch eines offenen Feuers ableiten. Der Plan wurde jedoch verworfen, und es wurde so belassen.

## Aufbau des Denkmals

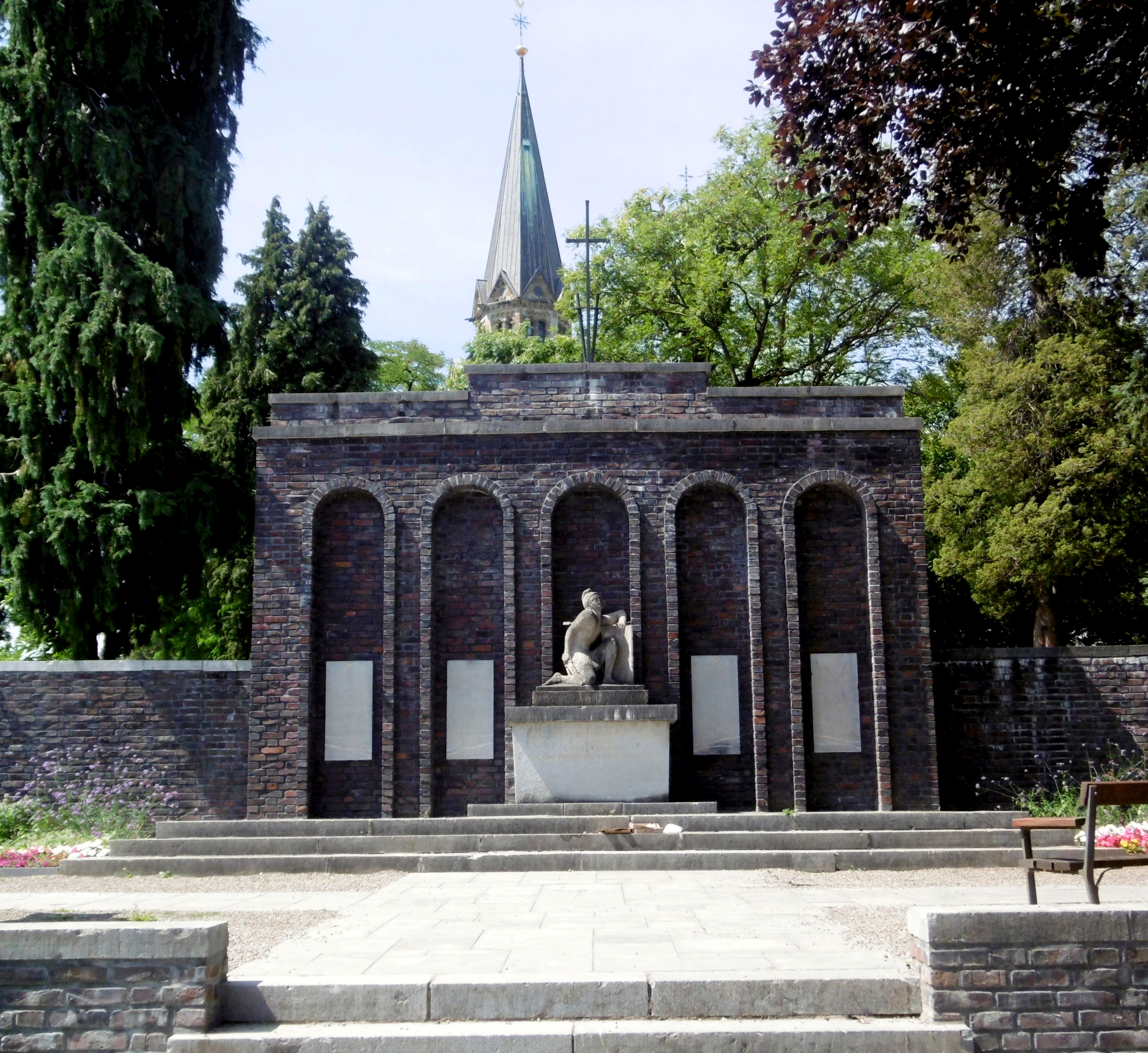
Kriegerdenkmal Eilendorf

Auf einem rechteckigen Sockel aus heimischen Blaustein wurde aus gleichem Material die Hauptfigur errichtet, die den heiligen Sebastian darstellt, welcher vom Pfeil getroffen sich auf sein Schild stützt und zu Tode sinkt. Sockel und Figur sind auf einem Weihestein aufgesetzt, auf dem die Inschrift Den im Weltkrieg 1914–1918 Gefallenen zum ehrenden Gedächtnis eingraviert ist. Dieser ganze Komplex ist an der zu diesem Zweck erhöhten Kirchenmauer aus hartgebranntem Klinkermauerwerk vorgesetzt, die mit ihren fünf zugemauerten gotisch geformten Fensternischen an eine Kirchenwand erinnert. In vier dieser Nischen befinden sich Platten aus Muschelkalk mit den Namen der Gefallenen. Die gesamte Denkmalanlage befindet sich auf einer kleinen Anhöhe, die mit einem geometrisch angeordneten Treppenaufgang erreichbar ist.